# Список объектов всемирного наследия ЮНЕСКО на Гренаде
В спи́ске объе́ктов Всеми́рного насле́дия ЮНЕ́СКО на Грена́де нет наименований (на 2014 год), но три объекта на территории государства находятся в числе кандидатов на включение в список всемирного наследия, в том числе 2 — по культурным и 1 — по смешанным критериям.
Гренада ратифицировала Конвенцию об охране всемирного культурного и природного наследия 13 августа 1998 года.

## Предварительный список
Объекты расположены в порядке их добавления в предварительный список. Если объекты добавлены одновременно, то объекты располагаются по номерам.
| # | Изображение | Название                                                               | Местоположение                                                                                              | Время создания | Год внесения в предварительный список | №    | Критерии            |
| - | ----------- | ---------------------------------------------------------------------- | --- | -------------- | ------------------------------------- | ---- | ------------------- |
| 1 |             | Исторический район Сент-Джорджеса (англ. St. George Historic District) | Округ Сент-Джордж                                                                                           | 1666           | 2004                                  | 1924 | ii                  |
| 2 |             | Система укреплений Сент-Джорджеса (англ. St. George Fortified System)  | Округ Сент-Джордж                                                                                           | 1705           | 2004                                  | 1926 | ii, iv              |
| 3 |             | Группа островов Гренадины (англ. Grenadines Island Group)              | Округ Сент-Патрик и зависимая территория Карриаку и Малый Мартиник · (совместно с Сент-Винсент и Гренадины) | —              | 2013                                  | 5845 | iii, iv, v, viii, x |